# Абу-Хамизе
Абу́-Хамизе́ (перс. ابوحميظه‎) — небольшой город на юго-западе Ирана, в провинции Хузестан. Входит в состав шахрестана Дешт-э-Азадеган.
На 2006 год население составляло 5 247 человек.
Альтернативные названия: Абу-Хомейзе (Abu Homeyzeh), Абу-Хумайза (Abu Humaizah), Абу-Хумайдха (Abu Humaidhah), Садр-э Абу Хомейзе (Sadr-e Abu Homeyzeh).

## География
Город находится на западе Хузестана, в северо-западной части Хузестанской равнины, на высоте 18 метров над уровнем моря.
Абу-Хамизе расположен на расстоянии приблизительно 45 километров к северо-западу от Ахваза, административного центра провинции и на расстоянии 540 километров к юго-западу от Тегерана, столицы страны.